# Montecchio
Montecchio település Olaszországban, Terni megyében. Lakosainak száma 1521 fő (2023. január 1.). Montecchio Avigliano Umbro, Civitella d'Agliano, Guardea, Orvieto, Todi és Baschi községekkel határos.

## Népesség
A település népességének változása:
| Lakosok száma | 1665 | 1646 | 1521 |
|               | 2017 | 2018 | 2023 |